# Abensberg
Abensberg är en stad i Landkreis Kelheim i Regierungsbezirk Niederbayern i förbundslandet Bayern i Tyskland,  med cirka 15 000 invånare. Staden ligger vid ån Abens, som är ett biflöde till Donau, 30 kilometer sydväst om Regensburg. Den blev 20 april 1809 skådeplats för omfattande strider mellan fransmännen och österrikarna. Österrikarna blev överraskade och kastades tillbaka, med följden att Napoleon I:s segertåg inleddes.
Ett sagolikt 35 meter högt torn ritat av Friedensreich Hundertwasser strax före dennes bortgång år 2000 uppfördes 2007-08 i Abensberg av Peter Pelikan på uppdrag av stadens anrika bryggeri Kuchlbauer.

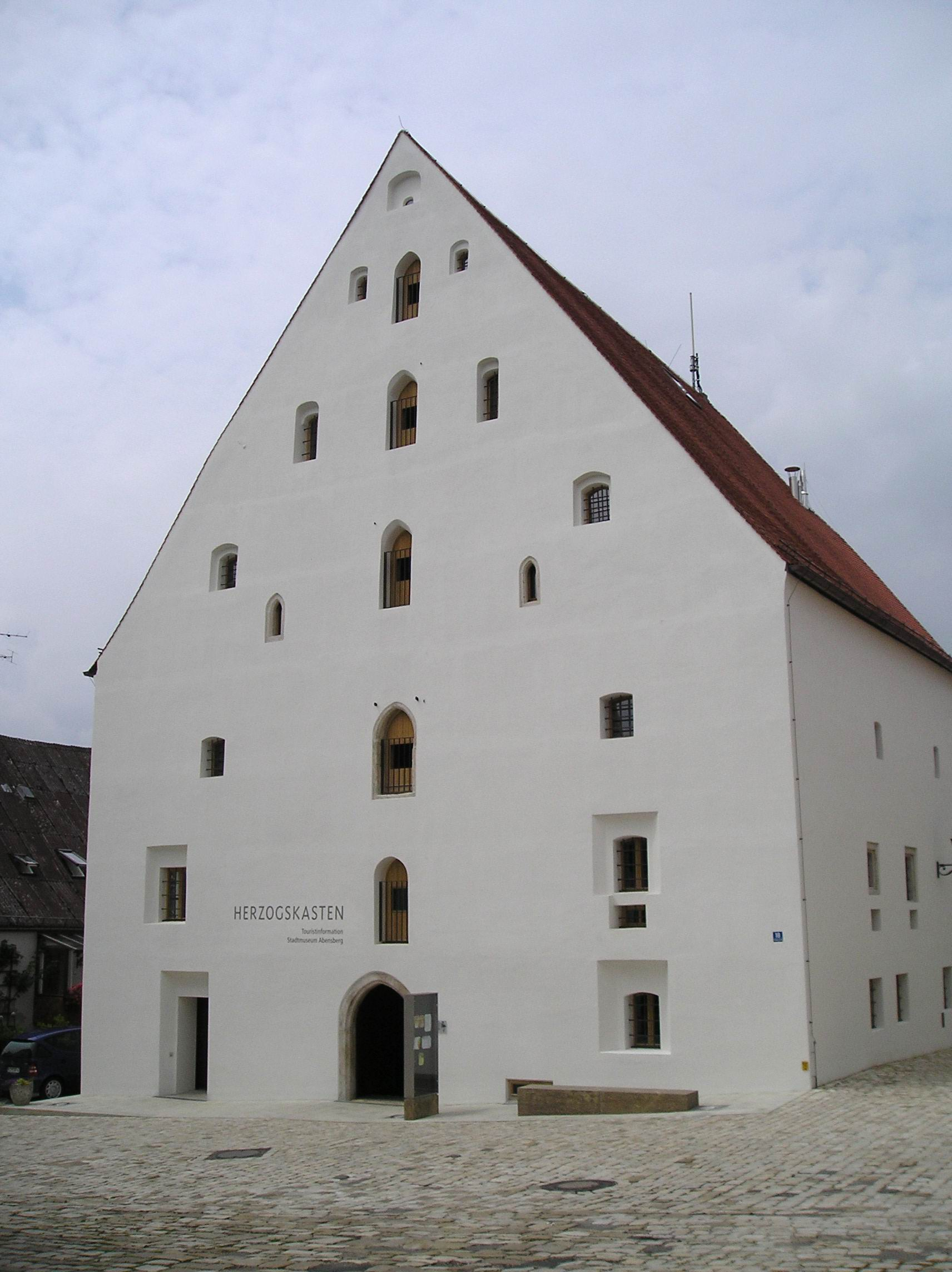
Abensbergs stadsmuseum